# Knosos
Knosos (grško Κνωσός) je bronastodobno arheološko najdišče na grškem otoku Kreta z  ostanki najstarejšega mesta v Evropi. Je ob severni obali Krete, nedaleč od upravnega središča Iraklion.
Velik kompleks palače je bil zgrajen na kraju starejšega neolitskega naselja, okrog njega pa je pozneje  zraslo mesto. Palača je bila politično in versko središče minojske civilizacije. Konec bronaste dobe, nekje v obdobju 1380–1100 pr. n. št., so jo prebivalci zapustili in območje ni bilo nikoli več trajno naseljeno. Ime Knosos se je ohranilo v starogrških zapisih o velikem mestu na Kreti, z dejanskim najdiščem pa ga povezujejo materialni ostanki, predvsem kovanci s tem napisom, najdeni v bližini.
S starodavnim mestom so povezane številne legende. Vladal naj bi kralj Minos, kar povezuje palačo z miti, kot sta labirint z Minotavrom in zgodba o Dedalu in Ikarju.
Najdišče je leta 1878 odkril grški arheolog Minos Kalokairinos, leta 1900 pa je izkopavanja prevzel sir Arthur Evans in v 35 letih iz arheoloških plasti rekonstruiral palačo iz obdobja minojske civilizacije.

## Odkritje in sodobna zgodovina
Antične umetnine, ki so jih odkrili, so stare nekaj tisoč let, saj so iz neolitika, bronaste dobe in klasičnega obdobja, a ruševine so v obdobju arheologije (to je od 19. stoletja) doživele svojo zgodovino, od izkopavanja priznanih arheologov, izobraževanja in turizma do zasedbe sprtih vlad zaradi nadzora vzhodnega Sredozemlja v obeh svetovnih vojnah. To zgodovino je treba razlikovati od antične.

## Legenda o Knososu
Po grški mitologiji je kralj Minos prebival v palači Knosos. Dedalu je dal zgraditi labirint; zelo velik labirint (povezan z dvojnim rezilom sekire ali labrisom), v katerem je zadrževal svojega sina Minotavra. Dedal je zgradil tudi plesišče za kraljico Ariadno (Homer, Iliada 18.590-2). Ime Knosos je dal Arthur Evans pozneje, ker se mu je zdelo, da se prilega arheološkim najdbam na tem območju. Identifikacija nikoli ni bila vprašljiva predvsem zaradi arheologije.
Zahodna civilizacija je bila tako nagnjena k legendam, ki so bile povezane z ruševinami palače, da je bilo na Knososu treba najti legendo o Minosu in labirintu. Prvi, ki naj bi izkopaval na Knososu, je bil Minos Kalokairinos, a je bil vzet iz legende. Kolikor je zdaj znano, je Stillman videl znak dvojne sekire na masivni steni, ki jo je delno odkril Kalokairinos, in prvi povezal kompleks z labirintom iz legende. Evans se je strinjal s Stillmanom.  Minotavrov mit pravi, da je Tezeja, princa iz Aten, oče, grški kralj  Egej (po njem je dobilo ime Egejsko morje), poslal na Kreto, da bi premagal grozno bitje, Minotavra. Minotaver je bil polčlovek, polbik in je živel v labirintu kralja Minosa, vladarja Krete. Kraljeva hči Ariadna se je zaljubila v Tezeja. Preden je vstopil v labirint, da bi se boril z Minotavrom, mu je Ariadna dala klobčič niti, ki jo je odvijal, ko je šel skozi labirint, da bi našel pot nazaj. Tezej je Minotavra ubil, nato pa z Ariadno pobegnil s Krete ter ušel njenemu jeznemu očetu.
Kot se je pokazalo, je bila verjetno asociacija za besedo ne glede na njeno etimologijo s staro Kreto. Znak je bil uporabljen v celotnem mikenskem svetu kot čarni simbol: njegova prisotnost na objektu naj bi preprečila uboj. Sekire so vpraskane na precej kamnih palače. Pojavlja se v lončarskem okrasju in je motiv svetišča dvojne sekire v palači kakor tudi številnih svetišč po vsej Kreti in Egejskem morju. In končno, pojavi se v linearni pisavi B na tablici Gg702 s Knososa kot da-pu-ri-to-jo po-ti-ni-ja, kar je verjetno v mikenski grščini Daburinthoio potniai – 'gospodarica labirinta', zapisano na loncu medu. Verodostojno teorijo, ki bo združila vse dokaze, je treba še izoblikovati.

## Umetnost in arhitektura palače
Oblika palače je odvisna od obdobja. Kar se zdaj vidi, je posledica več stoletij, prevladujejo pozne značilnosti. Palača ni bila nikoli natančno taka, kot je prikazana danes. Poleg tega je bila rekonstruirana s sodobnimi vrstami materiala v prizadevanjih za ohranitev pred razpadom in vremenskimi vplivi. Po letu 1922 naj bi glavni lastnik, Arthur Evans, ustvaril faksimile, ki temelji na arheoloških dokazih. Palača ni točno taka, kot je bila kdaj koli, morda na posameznih delih niti približno, pa je vendar glede na vloženo delo in ohranjanje, pa tudi vzporednice z drugimi palačami, verjetno dober faksimile. Mnenja so različna, od zelo dvomljivih, nekaterim se zdi videz palače čista fantazija, ki temelji na arhitekturi 1920-ih in dekorativni umetnosti, do brezpogojnega sprejemanja končne sodbe Arthurja Evansa kot najnatančnejše. Večinsko mnenje je nekje vmes.

### Opis kraja
Z arheološkega vidika sta izraza "Knosos" in "palača" nekoliko dvoumna. Palača ni bila samo prebivališče kralja, čeprav so bile v njej sobe, ki bi lahko bile primerne za njegovo družino. Večina struktur je bila oblikovana kot civilno, versko in gospodarsko središče. Izraz palačni kompleks je  natančnejši. V antičnih časih je bil Knosos obkrožen z mestom in  okoliškim hribom Kefala. Ta hrib ni bil nikoli akropola v grškem pomenu. Ni imel strmih brežin, ostal je neutrjen in ni bil zelo visok. Te okoliščine ni mogoče pripisati drugim minojskim palačam. Fajstos, ki je iz istega obdobja kot Knosos, je bil na strmem grebenu, da je bil mogoč nadzor nad dostopom do Mesarske planote z morja, in je bil obzidan. Ali je bila minojska civilizacija vojaška, je še vedno vprašljivo. Lahko pa bi rekli, da Knosos ne spominja na mikensko trdnjavo niti pred niti med mikensko grško zasedbo.
Kompleks je bil zgrajen na koncu dvignjenega osrednjega dvorišča na vrhu hriba Kefala. Prvotne strukture so bile porušene in vrh je bil poravnan, da bi naredili pot do dvorišča. Je podolgovato, z daljšo osjo v smeri sever–severovzhod. Narisan načrt običajno kaže dvorišče z daljšo osjo vodoravno, očitno vzhod–zahod s severom na desni ali navpično s severom na vrhu. Risbe so zavajajoče, saj so koordinate natančno označene. Približno 5 km severno od palačnega kompleksa je morje s pristaniščem Iraklion. Neposredno na jugu je potok Vlihija, pritok reke Kairatos. Hrib Kefala je osamelec na sotočju.
Reka Kairatos doseže morje med pristaniščem in letališčem Iraklion na vzhodu. V starih časih je tekla neprekinjeno. Danes se tok izgubi v kanalizaciji v Iraklionu in teče pod avtocesto do obale vzhodno od pristanišča. Teče navzdol od višjega dela Arhanes na jugu, kjer je bil del preusmerjen v akvadukt. Voda na tej točki je bila dovolj čista za pitje. Ko je dosegla Knosos, je postala po oceni Pendleburyja glavni odtok kanalizacije mesta s 100.000 prebivalci. Danes je prebivalstvo predvsem na severu, vendar kanalizacija ostaja, poleg tega pa je velik del reke izkoriščen za namakanje. Nad desnim bregom Vlihije, na nasprotni obali Knososa, je hrib Gipsad, kjer je Minos pridobival sadro. Apnenec je pridobljen iz grebena na vzhodu.
Arheološko najdišče Knosos se nanaša na sam kompleks palače ali na ta kompleks in več podobnih bližnjih antičnih hiš, ki so bile nehote izkopane skupaj s palačo. Na jugu čez Vlihijo je karavanseraj. Južneje so minojske hiše. Minojska cesta prečka Vlihijo na Minojskem mostu, takoj za vstopom v stopničasto stebrišče ali pokrito stopnišče v palačnem kompleksu. V bližini severozahodnega dela kompleksa so ruševine hiše fresk. Prek Minojske ceste je s severozahoda vstop  v orožarno. Na severni strani palače sta carinski urad in severovzhodna hiša. Od tam proti severovzhodu je sodobno naselje Makrotojhos. Med njim in kompleksom palač je kraljeva vila. Na zahodni strani je mala palača.
Kraljeva cesta je zadnji ostanek minojske ceste, ki je povezovala pristanišče s palačnim kompleksom. Danes je Leoforos Knosu sodobna cesta, zgrajena čez staro in se nadaljuje proti jugu. Izkopana starodavna kraljeva cesta je del kompleksa. Spoj starodavne in sodobne ceste je delno nad malo palačo. Takoj na severozahodu, zunaj sodobne ceste je Evansova Vila Ariadna, njegov drugi dom in upravno središče. Vila je na pobočju s pogledom na ruševine. Takoj južno od vile, čez del male palače, je sodoben stratigrafski muzej. Izkopavanja še občasno nadaljujejo. Južno od muzeja je sodobno naselje. Na vzhodu in zahodu je območje zaščiteno z gorskima grebenoma, med katerima je dolina Kairatos.

### Splošne značilnosti
Veliko palačo so gradili postopoma med letoma 1700 in 1400 pred našim štetjem z občasnimi prezidavami po uničenju. Strukture pred njo so bile na hribu Kefala. Najbolj vidno stanje datira v zadnje obdobje bivanja, kar je Evans imenoval poznominojsko obdobje. Palača ima zanimivo obliko. Prvotnega tlorisa ni več mogoče videti zaradi poznejših sprememb. Med 1300 sobami so povezani hodniki različnih velikosti in smeri. Na 24.000 m² palače so gledališče, glavni vhod na vsaki od štirih strani in obsežne shrambe (skladišča). V skladiščih so bile velike glinene posode (pitosi) za olje, zrnje, posušene ribe, fižol in olive. Mnogo je bilo obdelano v palači, ki je imela mline za žito, stiskalnice olja in vina. Pod pitosi so kamnite luknje, ki so bile uporabljene za shranjevanje dragocenih predmetov, kot je zlato. V palači so bile uporabljene napredne arhitekturne tehnike, saj je bil del zgrajen pet nadstropij visoko.

### Upravljanje vode
Palača je imela najmanj tri različne sisteme upravljanja vode: enega za oskrbo, enega za črpanje vode in enega za odvodnjavanje odpadnih voda.
Akvadukt je prinesel svežo vodo s hriba Kefala, iz izvirov na Arhanu, približno 10 km daleč. Izviri so vir reke Kairatos v dolini, ki je pod Kefalom. Vodovod je bil razvejan v palačo in mesto. Voda je bila razdeljena v palači težnostno, z glinenimi cevmi do vodnjaka in pip. Cevi so bile na enem koncu koničaste, da bi ustvarili tlačni izpust, in tesnjene z vrvjo. Niso odkrili skritih izvirov kot v Mikenah.
Sanitarna drenaža je bila izvedena s pomočjo zaprtega sistema, ki je vodila v odtočni kanal poleg hriba. Kraljevi megaron je vseboval prvi sistem latrine za splakovanje z vodo, združen s kopalnico. To stranišče je imelo sedež prek odtoka in se je splakovalo z vlivanjem vode iz vrča. Kad  je bila v sosednji kopalnici, ki je imela nekakšno ogrevanje, dotok in polivanje z vodo, ki je morala odtekati v talni odtok ali črpališče. Stranišče in tuš sta izjemna v 1300-sobnem kompleksu.
Ker so bili občasno hudi nalivi, je bil sistem odtoka nujen. Začel se je s kanalom na ravnih površinah v cikcaku in je imel razvode za nadzor hitrosti vode. Verjetno je bil zgornji sistem odprt. Jaški so zagotavljali dostop do delov, ki so bili zaprti.
Odtočni sistem.  Poševni kanali vodijo iz povodja.

### Prezračevanje
Zaradi umestitve palače na hribu jo je poleti prezračeval morski vetrič. Imela je portike in zračne jaške.

### Minojski stebri
Palača ima minojske stebre, po obliki so povsem drugačni kot drugi grški stebri. V primerjavi s kamnitimi stebri, ki so značilni za drugo grško arhitekturo, je bil minojski steber izdelan iz debla ciprese, ki je značilna za Sredozemlje. Medtem ko je večina grških stebrov tanjša na vrhu in debelejša na dnu, kar ustvarja iluzijo večje višine (entaza), so minojski stebri tanjši na dnu in debelejši na vrhu, kar je posledica obračanja debla cipres, da se prepreči kalitev. [21] Stebri v Minosovi palači so rdeče barve, stojijo na kamnitih bazah, imajo okrogle blazine, podobne kapitelom.

### Keramika
Lončarstvo na Knososu je bilo ustvarjalno, zelo urejeno in enkratnega sloga. Uporablja se kot prepoznavna plast v primerjavi s podobnim lončarstvom drugje v vzhodnem Sredozemlju. Evans je vzpostavil širšo kronologijo, ki ni zelo uspešna. Ni skrbne evidence najdišč nekaterih predmetov zaradi velikosti projekta in težavnih okoliščinah, v katerih so delali arheologi in delavci.

### Freske
Palača v Knososu je bila zelo barvita, kot so grške stavbe klasičnega obdobja in kot so grške stavbe danes. V zgodnjemikenskem obdobju so bili stene in tlak prevlečeni z bledo rdečo, pridobljeno iz rdeče okre. Poleg obarvanega ozadja so na stenah upodobljene freske v rdeči barvi. V srednjeminojskem obdobju so bile z razvojem tehnike dodane bela in črna, nato modra, zelena in rumena. Pigmenti so bili pridobljeni iz naravnih vrst materiala, kot je hematit. Zunanje plošče so bile naslikane na svež omet z reliefnim motivom; v zaprtih prostorih pa na svežo, čisto sadro, mehkejšo kot omet, z dodatki, ki so se običajno uporabljali na stenah. 
Dekorativni motivi so bili na splošno omejeni prizori: ljudje, mitološka bitja, prave živali, kamnine, rastlinstvo in življenje v morju. Zgodnji so posnemali motive na lončenini. Večina je rekonstruirana iz različnih kosov, ki so padli na tla. Evans je imel različne tehnike, s tem so se ukvarjali umetniki, kemiki in restavratorji. Sorazmerje in uporaba predlog sta omogočali obnovo iz ostankov. Če je bil dokaz za uporabo predloge na enem kraju pomanjkljiv, so motiv nadomestili s predlogo, najdeno drugje. Kot za sodobne freske v egipčanski nagrobni umetnosti so uporabljali nekatere dogovore, da so si pomagali pri napovedi. Na primer, moški liki so prikazani s temnejšo ali bolj rdečo kožo kot ženski.
Nekateri arheologi so ugovarjali, ker Evans in njegovi restavratorji niso pustili palače in civilizacije v prvotnem stanju, temveč so oblikovali sodoben artefakt, ki temelji na sodobni umetnosti in arhitekturi.

## Pomembni prebivalci
- Ajnezidem, 1. stoletje pred našim štetjem, skeptični filozof
- Hersifron, 6. stoletje pred našim štetjem, arhitekt
- Epimenid, 6. stoletje pred našim štetjem, videc in filozof, pesnik
- Ergotel s Himere, 5. stoletje pred našim štetjem, izseljenec, olimpijski tekač
- Metagen, 6. stoletje pred našim štetjem, arhitekt
- Minos (mitska osebnost), oče Minotavra

### Evansova
- Evans, Arthur John (1894). »Primitive Pictographs and Script from Crete and the Peloponnese«. The Journal of Hellenic Studies. XIV: 270–372. doi:10.2307/623973.
- —— (1901). »Minoan Civilization at the Palace of Knosses« (PDF). Monthly Review. Arhivirano iz prvotnega spletišča (PDF) dne 16. junija 2013. Pridobljeno 27. novembra 2016.
- —— (1906A) [1905]. Essai de classification des Époques de la civilization minoenne: résumé d’un discours fait au Congrès d’Archéologie à Athènes (Revised izd.). London: B. Quaritch.
- —— (1906B). The prehistoric tombs of Knossos: I. The cemetery of Zapher Papoura, with a comparative note on a chamber-tomb at Milatos. II. The Royal Tomb at Isopata. Archaeologia 59 (1905) pages 391–562. London: B. Quaritch.
- —— (1909). Scripta Minoa: The Written Documents of Minoan Crete: with Special Reference to the Archives of Knossos. Zv. Volume I: The Hieroglyphic and Primitive Linear Classes: with an account of the discovery of the pre-Phoenician scripts, their place in the Minoan story and their Mediterranean relatives: with plates, tables and figures in the text. Oxford: Clarendon Press. {{navedi knjigo}}: |volume= ima odvečno besedilo (pomoč)
- —— (1912). »The Minoan and Mycenaean Element in Hellenic Life«. The Journal of Hellenic Studies. 32: 277–287. doi:10.2307/624176.
- —— (1914). »The 'Tomb of the Double Axes' and Associated Group, and the Pillar Rooms and Ritual Vessels of the 'Little Palace' at Knossos«. Archaeologia. 65: 1–94. doi:10.1017/s0261340900010833.
- ——. The Palace of Minos: a comparative account of the successive stages of the early Cretan civilization as illustrated by the discoveries at Knossos. London: MacMillan and Co; Online by Ruprecht-Karls-Universität Heidelberg. [Volume 1, Volume 2 Parts 1&2, Volume 3, Volume 4 Parts 1&2, Index by Joan Evans].
  - —— (1921). PM. Zv. Volume I: The Neolithic and Early and Middle Minoan Ages. {{navedi knjigo}}: |volume= ima odvečno besedilo (pomoč)
  - —— (1928A). PM. Zv. Volume II Part I: Fresh lights on origins and external relations: the restoration in town and palace after seismic catastrophe towards close of M. M. III and the beginnings of the New Era. {{navedi knjigo}}: |volume= ima odvečno besedilo (pomoč)
  - —— (1928B). PM. Zv. Volume II Part II: Town-Houses in Knossos of the New Era and restored West Palace Section, with its state approach. {{navedi knjigo}}: |volume= ima odvečno besedilo (pomoč)
  - —— (1930). PM. Zv. Volume III: The great transitional age in the northern and eastern sections of the Palace: the most brilliant record of Minoan art and the evidences of an advanced religion. {{navedi knjigo}}: |volume= ima odvečno besedilo (pomoč)
  - —— (1935A). PM. Zv. Volume IV Part I: Emergence of outer western enceinte, with new illustrations, artistic and religious, of the Middle Minoan Phase, Chryselephantine "Lady of Sports", "Snake Room" and full story of the cult Late Minoan ceramic evolution and "Palace Style". {{navedi knjigo}}: |volume= ima odvečno besedilo (pomoč)
  - —— (1935B). PM. Zv. Volume IV Part II: Camp-stool Fresco, long-robed priests and beneficent genii, Chryselephantine Boy-God and ritual hair-offering, Intaglio Types, M.M. III – L. M. II, late hoards of sealings, deposits of inscribed tablets and the palace stores, Linear Script B and its mainland extension, Closing Palatial Phase, Room of Throne and final catastrophe. {{navedi knjigo}}: |volume= ima odvečno besedilo (pomoč)
  - Evans, Joan (1936). PM. Zv. Index to the Palace of Minos.
- —— (1952). Scripta Minoa: The Written Documents of Minoan Crete: with special reference to the archives of Knossos. Zv. Volume II: The Archives of Knossos: clay tablets inscribed in linear script B: edited from notes, and supplemented by John L. Myres. Oxford: Clarendon Press. {{navedi knjigo}}: |volume= ima odvečno besedilo (pomoč)

### Drugi
- Begg, D.J. Ian (2004), »An Archaeology of Palatial Mason's Marks on Crete«,  v Chapin, Ann P (ur.), ΧΑΡΙΣ: Essays in Honor of Sara A. Immerwahr, Hesperia Supplement 33, str. 1–28
- Benton, Janetta Rebold and Robert DiYanni.Arts and Culture: An introduction to the Humanities, Volume 1 (Prentice Hall. New Jersey, 1998), 64–70.
- Bourbon, F. Lost Civilizations (New York,  Barnes and Noble, 1998), 30–35.
- Castleden, Rodney (1990). The Knossos Labyrinth: A New View of the 'Palace of Minos' at Knossos. London; New York: Routledge.
- Whitelaw, Todd (2000). »Beyond the palace:A century of investigation at Europe's oldest city«. Bulletin of the Institute of Classical Studies: 223, 226.
- Davaras, Costos (1957). Knossos and the Herakleion Museum: Brief Illustrated Archaeological Guide. Prevod: Doumas, Alexandra. Athens: Hannibal Publishing House.
- Driessen, Jan (1990). An early destruction in the Mycenaean palace at Knossos: a new interpretation of the excavation field-notes of the south-east area of the west wing. Acta archaeologica Lovaniensia, Monographiae, 2. Leuven: Katholieke Universiteit.
- Gere, Cathy (2009). Knossos and the Prophets of Modernism. Chicago: The University of Chicago Press. ISBN 0226289540.
- Landenius Enegren, Hedvig. The People of Knossos: prosopographical studies in the Knossos Linear B archives (Uppsala: Acta Universitatis Upsaliensis, 2008) (Boreas. Uppsala studies in ancient Mediterranean and Near Eastern civilizations, 30).
- Macdonald, Colin F. (2005). Knossos. London: Folio Society.
- MacGillivray, Joseph Alexander (2000). Minotaur: Sir Arthur Evans and the Archaeology of the Minoan Myth. New York: Hill and Wang (Farrar, Straus and Giroux).
- Pendlebury, JDS; Evans, Arthur (Forward) (2003) [1954]. A handbook to the palace of Minos at Knossos with its dependencies. Oxford; Belle Fourche, SD: Oxford University Press; Kessinger Publishing Company.